# Chiesa di Santa Maria del Carmine (Salerno)
La Chiesa di Santa Maria del Carmine si trova a Salerno nel quartiere "Carmine". Le sue prime origini probabilmente risalgono agli ultimi anni della Salerno longobarda.

## Storia
La Chiesa di Santa Maria del Carmine è un edificio religioso di grande importanza situato nel comune di Salerno. Le prime notizie di questa chiesa sono del 1231, quando era conosciuta come "S. Lorenzo de la strada" e "De Apotecis". La Chiesa successivamente fece parte nel Cinquecento del Convento  di Santa Maria del Carmine.
Il suo nome attuale, Santa Maria del Carmine, si riferisce all'ordine dei Carmelitani, che nel corso dei secoli si insediò qui. Una delle figure più importanti legate a questa chiesa fu il canonico Capucornuto del presbiterio della Cattedrale, che fu richiesto come abate della chiesa. All'interno della Chiesa di Santa Maria del Carmine è possibile ammirare numerosi capolavori artistici e architettonici, che testimoniano la ricchezza storica e culturale di questa struttura. Di particolare interesse sono le opere d'arte sacre conservate all'interno della chiesa, che testimoniano la devozione e la fede della comunità locale.
Ogni anno si celebra una processione dalla Chiesa, che attira numerosi fedeli anche dalle località intorno a Salerno.

## Descrizione
L'edificio ha una forma rettangolare, con tre navate e con pavimenti di marmo. È dotato di lesene nella facciata. Nell'interno vi sono stucchi decorativi ed alcuni affreschi. La facciata ha avuto un enorme rosone circolare in vetro colorato.